# Брийк Схоте
Брийк Схоте (на нидерландски: Briek Schotte) е белгийски колоездач и треньор.

## Биография
Той е роден на 7 септември 1919 година в Канегем, днес част от Тийлт, Западна Фландрия.
Започва състезателната си кариера в началото на 1940-те години, през 1942 година печели Обиколката на Фландрия. През 1948 година се класира втори в Обиколката на Франция, а през същата година и през 1950 година е световен шампион по колоездене на шосе. Състезава се до 1959 година. След това в продължение на 3 десетилетия работи като треньор.
Брийк Схоте умира на 4 април 2004 година в Кортрейк.